# Tüßling
Tüßling es un municipio situado en el distrito de Altötting, en el estado federado de Baviera (Alemania). Tiene una población estimada, a fines de 2023, de 3315 habitantes.